# Sarstein

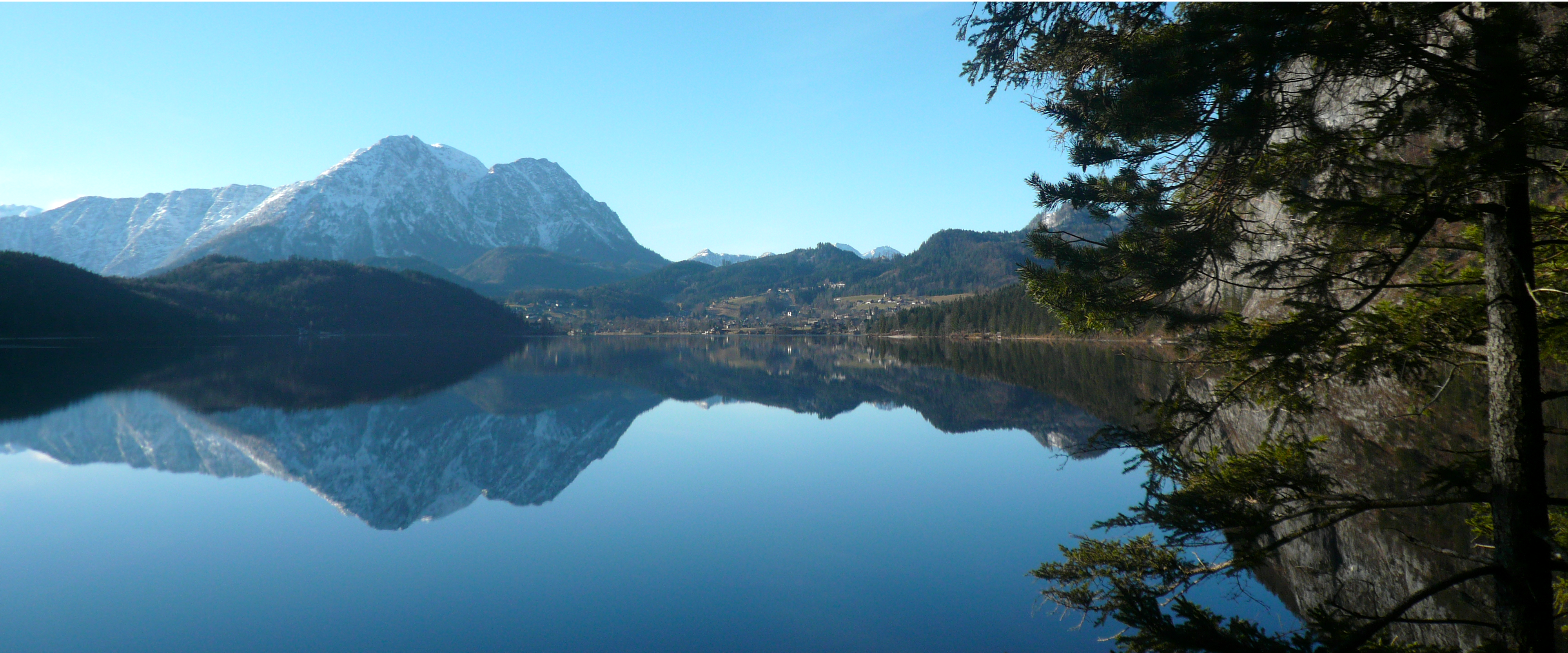
Blick Altaussee auf den Sarstein

Der Sarstein ist ein isolierter Bergstock des Dachsteingebirges im Salzkammergut. Er gipfelt im 1975 m ü. A. hohen Hohen Sarstein und bildet die Grenze zwischen Oberösterreich und dem steirischen Ausseerland.

## Lage
Der Sarstein wird auf der Westseite vom Hallstätter See umschlossen. Auf der nördlichen Seite liegt der Pötschenpass, östlich des Sarsteins das Koppental und im Süden die Ortschaft Obertraun. Durch das Tal der Traun wird das Sarsteinmassiv vom Dachsteinmassiv abgegrenzt. Er besteht hauptsächlich aus Dachsteinkalk und stellt eine abgebrochene Scholle des Dachsteinstocks dar.
Zum Sarstein zählen die Gipfel des Hohen und des Niederen Sarsteins (1877 m) sowie der Schwarzkogel (1800 m), der Gröbkogel (1724 m) und der Feuerkogel (1704 m). Am Südkamm des Sarsteins liegt auf 1620 m die Sarsteinhütte der Naturfreunde, auf der Nordseite die private Sarsteinalm (1711 m).

## Name
Der Name Sarstein geht auf ein älteres Scharstein bzw. Schorrstein zurück und leitet sich von mittelhochdeutsch schorre und althochdeutsch scorro ‚schroffer Fels‘ ab. Getreu dem Lautwandel von «r» zu «ch» des lokalen Dialekts, wird in selbigem vom Sochstoan gesprochen (Dachstein, dialektal Dochstoan).

## Aufstieg
- Pötschenpasshöhe (993 m) – Sarsteinalm (1711 m) – Hoher Sarstein (1975 m): Gehzeit rund 3 Stunden
- Pötschenkehre (745 m) – Simonyaussicht – Rotengraben – Sarsteinalm – Hoher Sarstein: Gehzeit rund 4 Stunden
- Von Obertraun (513 m) durch den Brettsteingraben auf die Sarsteinhütte und von dort über den Südkamm zum Gipfel: Gehzeit rund 5 Stunden.

## Literatur und Karten

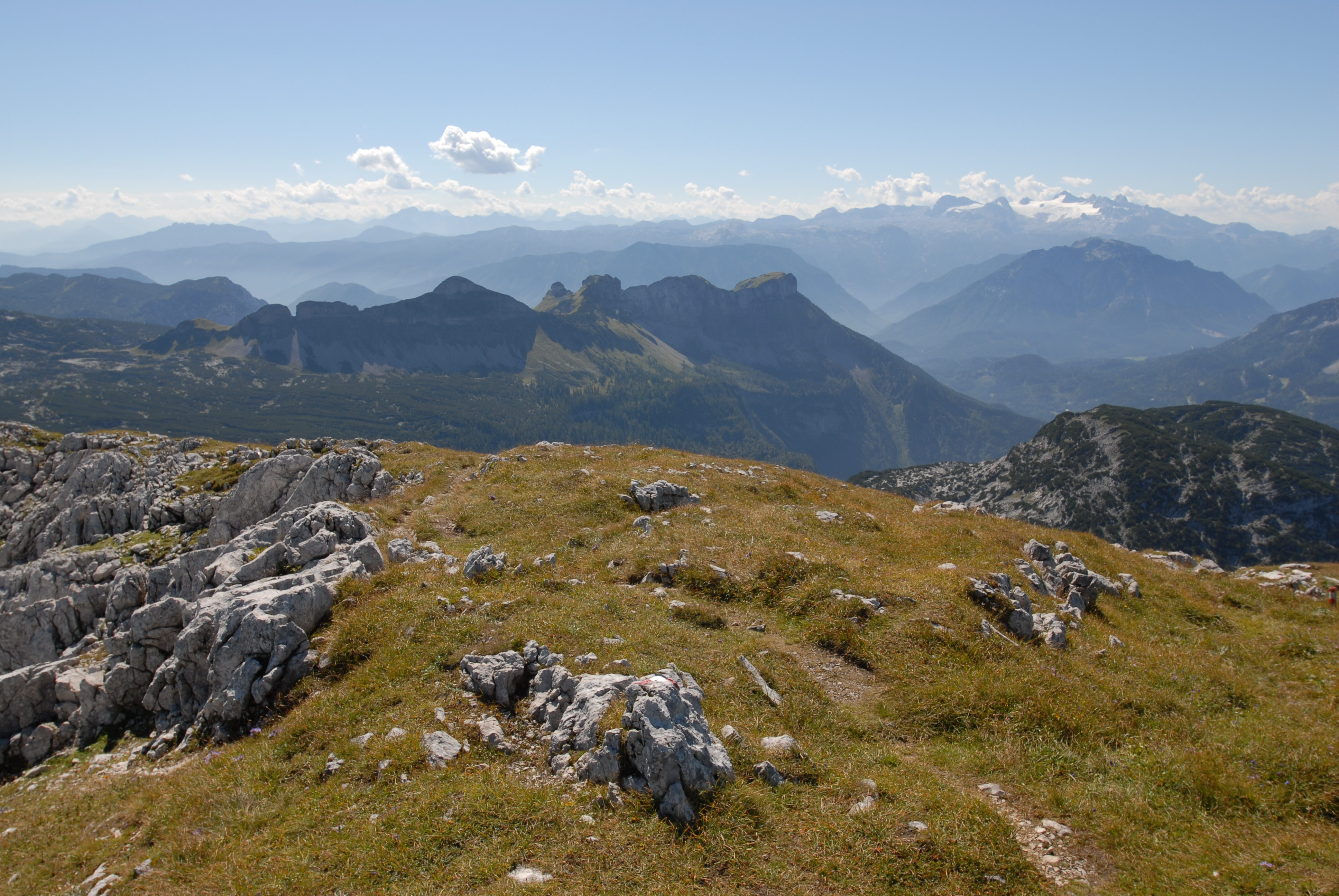
Blick vom Schönberg (Wildenkogel) auf den Augstkamm, Dachstein im Hintergrund rechts – davor der Sarstein